# 拉肯
拉肯（荷蘭語：Laken，荷蘭語發音：[ˈlaːkə(n)] ⓘ，法語發音：[lakɛn]）是比利時首都布鲁塞尔的一個片区，位於布魯塞爾的西北部。拉肯原为一独立市镇，1921年，拉肯与市镇哈伦和下-上亨贝克并入布鲁塞尔，成为了布鲁塞尔的一个片区。布魯塞爾王宮就位於拉肯。除了布魯塞爾王宮之外，拉肯還擁有原子球塔、遠東博物館等諸多旅遊景點。